# راشد عبد الرحمن
راشد عبد الرحمن الحوسني (مواليد 20 أكتوبر 1975 في الإمارات العربية المتحدة) لاعب كرة قدم إماراتي دولي يجيد اللعب في خط الدفاع.
لعب سابقاً في أندية الشعب والجزيرة عجمان و كانت له تجربة احترافية في نادي يفردون السويسري .

## روابط خارجية
- راشد عبد الرحمن على موقع قاعدة بيانات كرة القدم.إي يو (الإنجليزية)
- راشد عبد الرحمن على موقع ناشيونال فوتبول تيمز (الإنجليزية)
- راشد عبد الرحمن على موقع Soccerway.com (الإنجليزية)